# París-Tours 1967
La París-Tours 1967 fue la 61.ª edición de la clásica París-Tours. Se disputó el 8 de octubre de 1967 y el vencedor final fue el belga Rik Van Looy del equipo Willem II-Gazelle, que se impuso al sprint en un grupo de 14 efectivos. El belga Walter Godefroot fue descalificado de la tercera posición al dar positivo en el control antidopaje. 

## Clasificación general[1]
|    | Ciclista           | Equipo                    | Tiempo     |
| -- | ------------------ | ------------------------- | ---------- |
| 1  | Rik Van Looy       | Willem II-Gazelle         | 5h 57' 30" |
| 2  | Barry Hoban        | Mercier-Hutchinson-BP     | m.t.       |
|    | Walter Godefroot   | Flandria-De Clerck        | m.t.       |
| 3  | José Samyn         | Pelforth-Sauvage-Lejeune  | m.t.       |
| 4  | Bernard Guyot      | Pelforth-Sauvage-Lejeune  | m.t.       |
| 5  | Lucien Aimar       | Bic                       | m.t.       |
| 6  | Roger Pingeon      | Peugeot-Michelin-BP       | m.t.       |
| 7  | Bart Zoet          | Televizier-Batavus        | m.t.       |
| 8  | Giancarlo Ferretti | Equipo nacional de Italia | m.t.       |
| 9  | Jean Stablinski    | Bic                       | m.t.       |
| 10 | Luciano Dalla Bona | Equipo nacional de Italia | m.t.       |